# Erik Wallin (frivilligsoldat)
Erik Stig Wallin, född 2 augusti 1921 i Maria Magdalena församling, Stockholm, död 24 september 1997 (folkbokförd) i Hägerstens församling, Stockholm, var en svensk som deltog i Svenska Frivilligkåren under finska vinterkriget samt Svenska frivilligbataljonen under fortsättningskriget. Han deltog även som frivillig i tyska Waffen-SS på östfronten under andra världskriget och uppnådde tjänstegraden SS-Oberscharführer. Denna sista befordran blev Wallin dock inte meddelad förrän efter kriget, och Wallin angav själv alltid graden SS-Unterscharführer.  

## Krigstiden
Som tonåring gick Wallin med i den nationalsocialistiska rörelsen Nordisk Ungdom. I november 1939 anfölls Finland av Sovjetunionen och han anmälde sig då som frivillig till Svenska Frivilligkåren och deltog i stridigheter vid Sallafronten. Under fortsättningskriget 1941 anmälde han sig åter som frivillig och tjänstgjorde under kapten Harald Bråkenhielm i Hangöbataljonen. År 1943 anslöt sig han dock istället till Waffen-SS och stannade kvar där fram till Tredje Rikets undergång 1945. Ursprungligen placerades Wallin i 5. SS-Panzer-Division Wiking men förflyttades senare till 11. SS Freiwilligen-Panzergrenadier-Division Nordland i den bepansrade spaningsavdelningen SS-Panzer-Aufklärungs Abteilung 11:s tredje kompani under Hans-Gösta Pehrssons ledning. Efter Berlins fall den 2 maj 1945 tillfångatogs flera av soldaterna i SS-Division Nordland, men Wallin lyckades fly från det sovjetiska fältlasarettet tillsammans med Hans-Gösta Pehrsson via Danmark tillbaka till Sverige.

## Författarskap
Väl hemma igen skrev han, med hjälp av journalisten Thorolf Hillblad som spökskrivare, ner en del av det han hade varit med om och publicerade det i boken Ragnarök. Boken har getts ut i flera upplagor och på olika språk, bland annat  år 1996 ut i en nyutgåva som distribuerades av ett privatförlag i Stockholm. År 2009 utkom Berlins sista timmar. En svensk SS-soldats berättelse om slutstriden som är en återutgivning av Ragnarök tillsammans med en inledande text där Bosse Schön knyter samman personer och historiska händelser.

## Död
Erik Wallin avled 1997, 76 år gammal, under ett återbesök i Berlin. Han är begravd i minneslund på Skogskyrkogården i Stockholm.